# St. Louis Wrestling Club
A St. Louis Wrestling Club foi uma promoção independente de wrestling profissional estadunidense, com sede em St. Louis, Missouri. A promoção foi criada e dirigida por Sam Muchnick e Harley Race. A promoção foi membra da National Wrestling Alliance, e a promoção primária de St. Louis. A empresa produziu um programa televisivo, denominado Wrestling at the Chase, que é considerado um dos programas legendários da história do wrestling.
Entre os wrestlers que passaram pela St. Louis Wrestling Club, destacam-se Ric Flair, Ted DiBiase, Harley Race, Lou Thesz e Gene Kiniski.
Em 1985, os escritórios em St. Louis foram vendidos a Jim Crockett Promotions e os wrestlers foram para a World Championship Wrestling.